# 宝坻南站
宝坻南站是京滨城际铁路和规划中津承城际铁路上的一座城际铁路车站，规划命名为京津新城站、宝坻周良站，位于中国天津市宝坻区牛家牌镇赵家湾村东侧，站前广场则位于周良街道南部边缘，始建于2021年，2022年12月30日投入使用。建成投用后，移交中国铁路北京局集团有限公司天津站管辖。
宝坻南站车站规模为2台4线（含2条正线），设侧式站台2座。

## 车站结构
宝坻南站建筑面积7997平方米，设2台4线，站房主体一层，局部设夹层，设有进站集散厅、候车室、母婴室、商务候车室、售票厅、出站厅、商业服务等用房。

## 交通接驳
| 编号 | 编号 | 线路       | 线路 | 线路   | 收费   | 运营商   | 备注     |
| ---- | ---- | ---------- | ---- | ------ | ------ | -------- | -------- |
|      | 宝14 | 宝坻客运站 | ⇆    | 董塔庄 | 2–10元 | 交通巴士 | 原 413–2 |